# Stráňavská dolina
Stráňavská dolina je údolí v Lúčanské Malé Fatře, nedaleko od obce Stráňavy, přibližně 13 km východně až jihovýchodně od města Žilina. Protéká jí Stráňavský potok a je dlouhá asi 4 km.
Údolí je tvořeno především dolomity, jejichž těžba poznamenala celé okolí, zejména vrch Polom (1010 m).
Táhne se jihovýchodním směrem od obce k úpatí vrchu Minčol (1364 m). Obklopují ji od severovýchodu vrch Polom a sedlo Javorina, z východu Úplaz  a Minčol a z jihu Suchárová a Hoblík.
Od Malofatranského muzea vede zelená turistická značka č. 5664, která se v sedle Javorina napojuje na červenou značku vedoucí od Strečna po hřebeni na Úplaz, Minčol a Velkou louku. Malou odbočkou ze sedla Javorina může dojít k pamětní desce na Polome. Tato cesta je vhodná i pro cyklisty a odměnou je nádherný výhled na široké okolí.
Nedávné výzkumy v údolí potvrdily výskyt jeskynních prostor.